# Trelca
Trelca (em armênio/arménio: Թռեղք; romaniz.: T’ṙełk; em georgiano: თრიალეთი; romaniz.: T'rialet'i; em latim: Triare; em árabe: Tharyalit/Thriyalit), segundo a Geografia de Ananias de Siracena (século VII), foi um território do Reino da Ibéria que, segundo o geógrafo Ananias de Siracena do século VII, tornou-se gavar (cantão) da província de Gogarena, na Armênia.

## História

Armênia em 150. Gogarena situa-se ao norte

Segundo Cyril Toumanoff, talvez estava no vale superior do rio Quécia, a nordeste de Javaquécia, entre a cordilheira de Trelca ao norte e o vale do Maxaveri ao sul. Era um das regiões da Baixa Ibéria e tinha 2 195 quilômetros quadrados. Após 200 a.C., os artaxíadas da Armênia conquistaram Trelca e colocaram-a na Marca Mósquia sob controle do vitaxa de Gogarena. No começo do século I, foi retomada pela Ibéria, mas com o advento dos arsácidas na Armênia é reconquistada e incorporada em Gogarena. Em 363/87, territórios da Armênia quebram seus laços com a Armênia e são incorporados pela Ibéria.
Nesse tempo, Gogarena estava sob os mirrânidas e sua incorporação de Trelca foi uma compensação feita pelos mirrânidas da Ibéria por suas perdas territoriais nos séculos IV e V. No início do século VIII, o vitaxa gogareno ainda era seu senhor. Gurgenes V, filho de Asócio I (r. 813–826) da Ibéria, é registrado em 813/830 com senhor da região. Cerca de 876, foi cedida aos liparítidas, um suposto ramo cadete da família Mamicônio, rival de longa-data da família Bagratúnio a qual Gurgenes, seu pai e os reis da Armênia pertenciam. No tempo do sultão Alparslano (r. 1063–1072), os seljúcidas atacaram Trelca.